# میدان تانسوری
در ریاضیات، فیزیک و مهندسی، یک میدان تانسوری به هر نقطه از یک فضای ریاضیاتی، (برای نمونه فضای اقلیدسی یا یک منیفلد) یک تانسور نسبت می‌دهد. میدان‌های تانسوری در هندسه دیفرانسیل، هندسه جبری، نسبیت عام، در تجزیه و تحلیل تنش و کشش در مواد و بسیاری از کاربردهای دیگر در علوم و مهندسی به کار می‌روند. یک تانسور تعمیمی از یک کمیت نرده‌ای (مانند طول) و برداری (مانند سرعت) است. میدان تانسوری نیز تعمیمی از میدان نرده‌ای و میدان برداری است.
تانسور عنصری هندسی است که در ریاضی و فیزیک به منظور گسترش مفاهیم اسکالرها، بردارها و ماتریس‌ها به ابعاد بالاتر معرفی می‌شوند. بسیاری از ساختارهای ریاضیاتی که به‌طور غیررسمی تانسور خوانده می‌شوند در حقیقت میدان تانسوری هستند، مانند تانسور ریمان.

## حساب تانسوری
در فیزیک نظری و زمینه‌های دیگر ٬معادلات دیفرانسیلی که برحسب میدان‌های تانسوری نوشته‌می‌شوند راهی بسیار کلی برای بیان روابطی که هم ذاتاً هندسی هستند و هم در ارتباط با حساب دیفرانسیل می‌باشند ارائه می‌کنند. برای نوشتن این معادلات از نمادگذاری جدیدی به نام مشتق هموردا استفاده می‌شود.